# Otacilia luzonica
Otacilia luzonica là một loài nhện trong họ Phrurolithidae.
Loài này thuộc chi Otacilia. Otacilia luzonica được Eugène Simon miêu tả năm 1898.